# تيتي (لاعب كرة قدم مواليد 2000)
تيتي (مواليد 15 فبراير 2000) هو لاعب كرة قدم برازيلي يلعب في مركز الوسط في نادي شاختار دونيتسك.

## روابط خارجية
- تيتي (لاعب كرة قدم،مواليد 2000) على موقع الاتحاد الأوربي (الإنجليزية)
- تيتي (لاعب كرة قدم،مواليد 2000) على موقع اتحاد تركيا (لاعب) (الإنجليزية)
- تيتي (لاعب كرة قدم،مواليد 2000) على موقع اتحاد أوكرانيا (الإنجليزية)
- تيتي (لاعب كرة قدم،مواليد 2000) على موقع قاعدة بيانات كرة القدم.إي يو (الإنجليزية)
- تيتي (لاعب كرة قدم،مواليد 2000) على موقع ليكيب (الفرنسية)
- تيتي (لاعب كرة قدم،مواليد 2000) على موقع Soccerbase.com (لاعب) (الإنجليزية)
- تيتي (لاعب كرة قدم،مواليد 2000) على موقع Soccerway.com (الإنجليزية)
- تيتي (لاعب كرة قدم،مواليد 2000) على موقع عالم كرة القدم.نت (الإنجليزية)
- تيتي (لاعب كرة قدم،مواليد 2000) على موقع AS.com (الإسبانية)